# Ĥ
De letter ĥ (h met accent circonflexe) wordt gebruikt in de plantaal Esperanto en geeft de klank [x] aan. Deze klinkt als de ch in lachen.
Unicode gebruikt U+0124 voor de hoofdletter (Ĥ) en U+0125 voor de kleine letter (ĥ).